# Stazione di Castellanza
Stazione di Castellanza vasútállomás Olaszországban, Lombardia régióban, Castellanza településen.

## Vasútvonalak
Az állomást az alábbi vasútvonalak érintik:
- Saronno–Novara-vasútvonal

## Kapcsolódó állomások
A vasútállomáshoz az alábbi állomások vannak a legközelebb:
- Stazione di Busto Arsizio Nord
- Rescaldina old railway station
- Castellanza old railway station